# Skilanglauf-Weltcup 2018/19
Der Skilanglauf-Weltcup 2018/19 war eine von der FIS organisierte Wettkampfserie, die am 24. November 2018 in Ruka begann und am 24. März 2019 in Québec endete. Zum 13. Mal wurde im Rahmen des Weltcups die Tour de Ski ausgetragen, ein Etappenrennen, für das es im Falle des Sieges 400 anstatt der üblichen 100 Weltcuppunkte gibt.

## Männer

### Podestplätze Männer
| Datum                                                                          | Austragungsort               | Disziplin                    | Sieger                                                                     | Zweiter                                                                           | Dritter                                                                        | Gelbes Trikot          |
| ------------------------------------------------------------------------------ | ---------------------------- | ---------------------------- | -------------------------------------------------------------------------- | --------------------------------------------------------------------------------- | ------------------------------------------------------------------------------ | ---------------------- |
| 24.11.2018                                                                     | Ruka                         | Sprint klassisch             | Alexander Bolschunow                                                       | Johannes Høsflot Klæbo                                                            | Eirik Brandsdal                                                                | Alexander Bolschunow   |
| 25.11.2018                                                                     | Ruka                         | 15 km klassisch              | Alexander Bolschunow                                                       | Emil Iversen                                                                      | Calle Halfvarsson                                                              | Alexander Bolschunow   |
| Nordic Opening                                                                 |                              |                              |                                                                            |                                                                                   |                                                                                | Alexander Bolschunow   |
| 30.11.2018                                                                     | Lillehammer                  | Sprint Freistil              | Federico Pellegrino                                                        | Emil Iversen                                                                      | Alex Harvey                                                                    | Alexander Bolschunow   |
| 01.12.2018                                                                     | Lillehammer                  | 15 km Freistil               | Sjur Røthe                                                                 | Didrik Tønseth                                                                    | Denis Spizow                                                                   | Alexander Bolschunow   |
| 02.12.2018                                                                     | Lillehammer                  | 15 km Verfolgung klassisch   | Janosch Brugger                                                            | Jean-Marc Gaillard                                                                | Erik Bjornsen                                                                  | Alexander Bolschunow   |
| Nordic-Opening-Gesamtwertung                                                   | Nordic-Opening-Gesamtwertung | Nordic-Opening-Gesamtwertung | Didrik Tønseth                                                             | Sjur Røthe                                                                        | Emil Iversen                                                                   | Emil Iversen           |
| 08.12.2018                                                                     | Beitostølen                  | 30 km Freistil               | Sjur Røthe                                                                 | Martin Johnsrud Sundby                                                            | Andrei Melnitschenko                                                           | Alexander Bolschunow   |
| 09.12.2018                                                                     | Beitostølen                  | 4 × 7,5 km Staffel           | Norwegen IEmil Iversen Martin Johnsrud Sundby Sjur Røthe Finn Hågen Krogh  | Russland IJewgeni Below Alexander Bolschunow Denis Spizow Andrei Melnitschenko    | Norwegen IIDidrik Tønseth Hans Christer Holund Magne Haga Simen Hegstad Krüger | Alexander Bolschunow   |
| 15.12.2018                                                                     | Davos                        | Sprint Freistil              | Johannes Høsflot Klæbo                                                     | Federico Pellegrino                                                               | Baptiste Gros                                                                  | Alexander Bolschunow   |
| 16.12.2018                                                                     | Davos                        | 15 km Freistil               | Jewgeni Below                                                              | Maurice Manificat                                                                 | Martin Johnsrud Sundby                                                         | Alexander Bolschunow   |
| 13. Tour de Ski                                                                |                              |                              |                                                                            |                                                                                   |                                                                                | Alexander Bolschunow   |
| 29.12.2018                                                                     | Toblach                      | Sprint Freistil              | Johannes Høsflot Klæbo                                                     | Richard Jouve                                                                     | Lucas Chanavat                                                                 | Alexander Bolschunow   |
| 30.12.2018                                                                     | Toblach                      | 15 km Freistil               | Sergei Ustjugow                                                            | Simen Hegstad Krüger                                                              | Alexander Bolschunow                                                           | Alexander Bolschunow   |
| 01.01.2019                                                                     | Val Müstair                  | Sprint Freistil              | Johannes Høsflot Klæbo                                                     | Federico Pellegrino                                                               | Sergei Ustjugow                                                                | Alexander Bolschunow   |
| 02.01.2019                                                                     | Oberstdorf                   | 15 km klassisch Massenstart  | Emil Iversen                                                               | Francesco De Fabiani                                                              | Sergei Ustjugow                                                                | Alexander Bolschunow   |
| 03.01.2019                                                                     | Oberstdorf                   | 15 km Verfolgung Freistil    | Johannes Høsflot Klæbo                                                     | Sergei Ustjugow                                                                   | Alexander Bolschunow                                                           | Alexander Bolschunow   |
| 05.01.2019                                                                     | Val di Fiemme                | 15 km klassisch Massenstart  | Johannes Høsflot Klæbo                                                     | Francesco De Fabiani                                                              | Alexander Bolschunow                                                           | Alexander Bolschunow   |
| 06.01.2019                                                                     | Val di Fiemme                | 9 km Verfolgung Freistil     | Sjur Røthe                                                                 | Simen Hegstad Krüger                                                              | Andrei Melnitschenko                                                           | Alexander Bolschunow   |
| Tour-de-Ski-Gesamtwertung                                                      | Tour-de-Ski-Gesamtwertung    | Tour-de-Ski-Gesamtwertung    | Johannes Høsflot Klæbo                                                     | Sergei Ustjugow                                                                   | Simen Hegstad Krüger                                                           | Johannes Høsflot Klæbo |
| 12.01.2019                                                                     | Dresden                      | Sprint Freistil              | Sindre Bjørnestad Skar                                                     | Gleb Retiwych                                                                     | Erik Valnes                                                                    | Johannes Høsflot Klæbo |
| 13.01.2019                                                                     | Dresden                      | Teamsprint Freistil          | Norwegen IErik Valnes Sindre Bjørnestad Skar                               | Norwegen IIPål Golberg Eirik Brandsdal                                            | Russland IArtjom Malzew Gleb Retiwych                                          | Johannes Høsflot Klæbo |
| 19.01.2019                                                                     | Otepää                       | Sprint klassisch             | Johannes Høsflot Klæbo                                                     | Alexander Bolschunow                                                              | Pål Golberg                                                                    | Johannes Høsflot Klæbo |
| 20.01.2019                                                                     | Otepää                       | 15 km klassisch              | Iivo Niskanen                                                              | Alexander Bolschunow                                                              | Didrik Tønseth                                                                 | Johannes Høsflot Klæbo |
| 26.01.2019                                                                     | Ulricehamn                   | 15 km Freistil               | Maurice Manificat                                                          | Simen Hegstad Krüger                                                              | Didrik Tønseth                                                                 | Johannes Høsflot Klæbo |
| 27.01.2019                                                                     | Ulricehamn                   | 4 × 7,5 km Staffel           | Russland IIJewgeni Below Alexander Bessmertnych Denis Spizow Artjom Malzew | Russland IAndrei Larkow Alexander Bolschunow Andrei Melnitschenko Sergei Ustjugow | Norwegen IHans Christer Holund Didrik Tønseth Sjur Røthe Simen Hegstad Krüger  | Johannes Høsflot Klæbo |
| 09.02.2019                                                                     | Lahti                        | Sprint Freistil              | Johannes Høsflot Klæbo                                                     | Federico Pellegrino                                                               | Finn Hågen Krogh                                                               | Johannes Høsflot Klæbo |
| 10.02.2019                                                                     | Lahti                        | Teamsprint klassisch         | Norwegen IEmil Iversen Johannes Høsflot Klæbo                              | Norwegen IISindre Bjørnestad Skar Eirik Brandsdal                                 | Finnland IIivo Niskanen Ristomatti Hakola                                      | Johannes Høsflot Klæbo |
| 16.02.2019                                                                     | Cogne                        | Sprint Freistil              | Federico Pellegrino                                                        | Francesco De Fabiani                                                              | Lucas Chanavat                                                                 | Johannes Høsflot Klæbo |
| 17.02.2019                                                                     | Cogne                        | 15 km klassisch              | Alexander Bolschunow                                                       | Iivo Niskanen                                                                     | Alexander Bessmertnych                                                         | Johannes Høsflot Klæbo |
| 19. Februar bis 3. März 2019 – 52. Nordische Skiweltmeisterschaften in Seefeld |                              |                              |                                                                            |                                                                                   |                                                                                | Johannes Høsflot Klæbo |
| 09.03.2019                                                                     | Oslo                         | 50 km klassisch Massenstart  | Alexander Bolschunow                                                       | Maxim Wylegschanin                                                                | Andrei Larkow                                                                  | Alexander Bolschunow   |
| 12.03.2019                                                                     | Drammen                      | Sprint klassisch             | Johannes Høsflot Klæbo                                                     | Eirik Brandsdal                                                                   | Richard Jouve                                                                  | Johannes Høsflot Klæbo |
| 16.03.2019                                                                     | Falun                        | Sprint Freistil              | Johannes Høsflot Klæbo                                                     | Emil Iversen                                                                      | Sindre Bjørnestad Skar                                                         | Johannes Høsflot Klæbo |
| 17.03.2019                                                                     | Falun                        | 15 km Freistil               | Alexander Bolschunow                                                       | Martin Johnsrud Sundby                                                            | Didrik Tønseth                                                                 | Johannes Høsflot Klæbo |
| Weltcup-Finale                                                                 |                              |                              |                                                                            |                                                                                   |                                                                                | Johannes Høsflot Klæbo |
| 22.03.2019                                                                     | Québec                       | Sprint Freistil              | Johannes Høsflot Klæbo                                                     | Federico Pellegrino                                                               | Sindre Bjørnestad Skar                                                         | Johannes Høsflot Klæbo |
| 23.03.2019                                                                     | Québec                       | 15 km klassisch Massenstart  | Johannes Høsflot Klæbo                                                     | Alex Harvey                                                                       | Didrik Tønseth                                                                 | Johannes Høsflot Klæbo |
| 24.03.2019                                                                     | Québec                       | 15 km Verfolgung Freistil    | Alex Harvey                                                                | Alexander Bolschunow                                                              | Andrew Young                                                                   | Johannes Høsflot Klæbo |
| Weltcup-Finale-Gesamtwertung                                                   | Weltcup-Finale-Gesamtwertung | Weltcup-Finale-Gesamtwertung | Johannes Høsflot Klæbo                                                     | Alex Harvey                                                                       | Alexander Bolschunow                                                           | Johannes Høsflot Klæbo |

| Punktesystem0 | Punktesystem0  | Punktesystem0 | Punktesystem0  |
| --- | -------------- | ------------- | -------------- |
| - Bei Weltcuprennen erhalten die besten 30 Athleten Punkte, siehe dazu FIS-Punktesystem#Weltcuppunkte. |                |               |                |
| Punktevergabe bei Etappenrennen | Nordic Opening | Tour de Ski   | Weltcup-Finale |
| - Für die einzelnen Etappen werden halbe Weltcuppunkte vergeben. - In der Gesamtwertung des Nordic Openings und des Weltcup-Finales werden doppelte Weltcuppunkte vergeben. - In der Gesamtwertung der Tour de Ski werden vierfache Weltcuppunkte vergeben. |                |               |                |

### Verlauf Disziplinweltcups

#### Sprint
| Datum                                           | Ort         | Disziplin        | Rennsieger             | Rotes Trikot           |
| ----------------------------------------------- | ----------- | ---------------- | ---------------------- | ---------------------- |
| 24.11.2018                                      | Ruka        | Sprint klassisch | Alexander Bolschunow   | Alexander Bolschunow   |
| Nordic Opening                                  |             |                  |                        | Alexander Bolschunow   |
| 30.11.2018                                      | Lillehammer | Sprint Freistil  | Federico Pellegrino    | Alexander Bolschunow   |
| 15.12.2018                                      | Davos       | Sprint Freistil  | Johannes Høsflot Klæbo | Johannes Høsflot Klæbo |
| 13. Tour de Ski                                 |             |                  |                        | Johannes Høsflot Klæbo |
| 29.12.2018                                      | Toblach     | Sprint Freistil  | Johannes Høsflot Klæbo | Johannes Høsflot Klæbo |
| 01.01.2019                                      | Val Müstair | Sprint Freistil  | Johannes Høsflot Klæbo | Johannes Høsflot Klæbo |
| 12.01.2019                                      | Dresden     | Sprint Freistil  | Sindre Bjørnestad Skar | Johannes Høsflot Klæbo |
| 19.01.2019                                      | Otepää      | Sprint klassisch | Johannes Høsflot Klæbo | Johannes Høsflot Klæbo |
| 09.02.2019                                      | Lahti       | Sprint Freistil  | Johannes Høsflot Klæbo | Johannes Høsflot Klæbo |
| 16.02.2019                                      | Cogne       | Sprint Freistil  | Federico Pellegrino    | Johannes Høsflot Klæbo |
| 52. Nordische Skiweltmeisterschaften in Seefeld |             |                  |                        | Johannes Høsflot Klæbo |
| 12.03.2019                                      | Drammen     | Sprint klassisch | Johannes Høsflot Klæbo | Johannes Høsflot Klæbo |
| 16.03.2019                                      | Falun       | Sprint Freistil  | Johannes Høsflot Klæbo | Johannes Høsflot Klæbo |
| Weltcup-Finale                                  |             |                  |                        | Johannes Høsflot Klæbo |
| 22.03.2019                                      | Québec      | Sprint Freistil  | Johannes Høsflot Klæbo | Johannes Høsflot Klæbo |

#### Distanz
| Datum                                           | Ort           | Disziplin                   | Rennsieger             | Rotes Trikot           |
| ----------------------------------------------- | ------------- | --------------------------- | ---------------------- | ---------------------- |
| 25.11.2018                                      | Ruka          | 15 km klassisch             | Alexander Bolschunow   | Alexander Bolschunow   |
| Nordic Opening                                  |               |                             |                        | Alexander Bolschunow   |
| 01.12.2018                                      | Lillehammer   | 15 km Freistil              | Sjur Røthe             | Alexander Bolschunow   |
| 02.12.2018                                      | Lillehammer   | 15 km Verfolgung klassisch  | Janosch Brugger        | Alexander Bolschunow   |
| 08.12.2018                                      | Beitostølen   | 30 km Freistil              | Sjur Røthe             | Sjur Røthe             |
| 16.12.2018                                      | Davos         | 15 km Freistil              | Jewgeni Below          | Martin Johnsrud Sundby |
| 13. Tour de Ski                                 |               |                             |                        | Martin Johnsrud Sundby |
| 30.12.2018                                      | Toblach       | 15 km Freistil              | Sergei Ustjugow        | Martin Johnsrud Sundby |
| 02.01.2019                                      | Oberstdorf    | 15 km klassisch Massenstart | Emil Iversen           | Martin Johnsrud Sundby |
| 03.01.2019                                      | Oberstdorf    | 15 km Verfolgung Freistil   | Johannes Høsflot Klæbo | Martin Johnsrud Sundby |
| 05.01.2019                                      | Val di Fiemme | 15 km klassisch Massenstart | Johannes Høsflot Klæbo | Alexander Bolschunow   |
| 06.01.2019                                      | Val di Fiemme | 9 km Verfolgung Freistil    | Sjur Røthe             | Martin Johnsrud Sundby |
| 20.01.2019                                      | Otepää        | 15 km klassisch             | Iivo Niskanen          | Alexander Bolschunow   |
| 26.01.2019                                      | Ulricehamn    | 15 km Freistil              | Maurice Manificat      | Alexander Bolschunow   |
| 17.02.2019                                      | Cogne         | 15 km klassisch             | Alexander Bolschunow   | Alexander Bolschunow   |
| 52. Nordische Skiweltmeisterschaften in Seefeld |               |                             |                        | Alexander Bolschunow   |
| 09.03.2019                                      | Oslo          | 50 km klassisch Massenstart | Alexander Bolschunow   | Alexander Bolschunow   |
| 17.03.2019                                      | Falun         | 15 km Freistil              | Alexander Bolschunow   | Alexander Bolschunow   |
| Weltcup-Finale                                  |               |                             |                        | Alexander Bolschunow   |
| 23.03.2019                                      | Québec        | 15 km klassisch Massenstart | Johannes Høsflot Klæbo | Alexander Bolschunow   |
| 24.03.2019                                      | Québec        | 15 km Verfolgung Freistil   | Alex Harvey            | Alexander Bolschunow   |

### Weltcupstände Männer
| Rang | Name                   | Punkte |
| ---- | ---------------------- | ------ |
| 1.   | Johannes Høsflot Klæbo | 1715   |
| 2.   | Alexander Bolschunow   | 1617   |
| 3.   | Sjur Røthe             | 974    |
| 4.   | Simen Hegstad Krüger   | 907    |
| 5.   | Didrik Tønseth         | 865    |
| 6.   | Emil Iversen           | 825    |
| 7.   | Francesco De Fabiani   | 815    |
| 8.   | Federico Pellegrino    | 706    |
| 9.   | Martin Johnsrud Sundby | 689    |
| 10.  | Sergei Ustjugow        | 633    |
| 11.  | Sindre Bjørnestad Skar | 620    |
| 12.  | Andrei Larkow          | 607    |
| 13.  | Alex Harvey            | 604    |
| 14.  | Andrei Melnitschenko   | 577    |
| 15.  | Calle Halfvarsson      | 538    |
| 16.  | Eirik Brandsdal        | 508    |
| 17.  | Hans Christer Holund   | 477    |
| 18.  | Denis Spizow           | 428    |
| 19.  | Viktor Thorn           | 428    |
| 20.  | Iivo Niskanen          | 379    |
| 21.  | Andrew Musgrave        | 355    |
| 22.  | Lucas Chanavat         | 352    |
| 23.  | Dario Cologna          | 334    |
| 24.  | Maurice Manificat      | 329    |
| 25.  | Gleb Retiwych          | 328    |
| 26.  | Jewgeni Below          | 303    |
| 27.  | Richard Jouve          | 303    |
| 28.  | Ristomatti Hakola      | 301    |
| 29.  | Jean-Marc Gaillard     | 294    |
| 30.  | Maxim Wylegschanin     | 282    |
| 31.  | Finn Hågen Krogh       | 274    |
| 32.  | Oskar Svensson         | 239    |
| 33.  | Florian Notz           | 229    |
| 34.  | Clement Parisse        | 221    |
| 35.  | Sondre Turvoll Fossli  | 204    |
| 36.  | Jules Lapierre         | 198    |
| 37.  | Simeon Hamilton        | 194    |
| 38.  | Alexei Tscherwotkin    | 192    |
| 39.  | Adrien Backscheider    | 190    |
| 40.  | Erik Valnes            | 177    |
| 41.  | Baptiste Gros          | 167    |
| 42.  | Jens Burman            | 162    |
| 43.  | Pål Golberg            | 155    |
| 44.  | Joni Mäki              | 155    |
| 45.  | Johan Häggström        | 150    |
| 46.  | Alexander Bessmertnych | 139    |
| 47.  | Teodor Peterson        | 128    |
| 48.  | Renaud Jay             | 123    |
| 49.  | Miha Šimenc            | 123    |

| Rang | Name                    | Punkte |
| ---- | ----------------------- | ------ |
| 50.  | Andrei Sobakarew        | 122    |
| 51.  | Andrew Young            | 115    |
| 52.  | Erik Bjornsen           | 113    |
| 53.  | Alexei Poltoranin       | 109    |
| 54.  | Martin Løwstrøm Nyenget | 109    |
| 55.  | Irineu Esteve Altimiras | 108    |
| 56.  | Lucas Bögl              | 107    |
| 57.  | Jonas Dobler            | 103    |
| 58.  | Iwan Jakimuschkin       | 103    |
| 59.  | Jovian Hediger          | 95     |
| 60.  | Ilja Semikow            | 94     |
| 61.  | Janosch Brugger         | 93     |
| 62.  | Daniel Rickardsson      | 92     |
| 63.  | Mattis Stenshagen       | 89     |
| 64.  | Chris Jespersen         | 83     |
| 65.  | Håvard Solås Taugbøl    | 83     |
| 66.  | Karl-Johan Westberg     | 73     |
| 67.  | Martin Bergström        | 72     |
| 68.  | Marcus Grate            | 70     |
| 69.  | Pål Trøan Aune          | 64     |
| 70.  | Daniel Stock            | 59     |
| 71.  | Roman Furger            | 58     |
| 72.  | Lauri Vuorinen          | 57     |
| 73.  | Magne Haga              | 53     |
| 74.  | Mathias Rundgreen       | 51     |
| 75.  | Gjøran Tefre            | 49     |
| 76.  | Artjom Malzew           | 49     |
| 77.  | Dominik Baldauf         | 48     |
| 78.  | Vebjørn Turtveit        | 47     |
| 79.  | James Clugnet           | 47     |
| 80.  | Andrei Krasnow          | 46     |
| 81.  | Ilja Poroschkin         | 45     |
| 82.  | Beda Klee               | 44     |
| 83.  | Giandomenico Salvadori  | 43     |
| 84.  | Keishin Yoshida         | 43     |
| 85.  | Kasper Stadaas          | 42     |
| 86.  | Alexander Terentjew     | 42     |
| 87.  | Maicol Rastelli         | 40     |
| 88.  | Roman Schaad            | 39     |
| 89.  | Thomas Bing             | 37     |
| 90.  | Michal Novák            | 37     |
| 91.  | Karel Tammjärv          | 36     |
| 92.  | Andreas Katz            | 35     |
| 93.  | Toni Livers             | 34     |
| 94.  | Mikael Gunnulfsen       | 33     |
| 95.  | Jonas Baumann           | 33     |
| 96.  | Maciej Starega          | 33     |
| 97.  | Tom Mancini             | 32     |
| 98.  | Max Hauke               | 32     |

| Rang | Name                      | Punkte |
| ---- | ------------------------- | ------ |
| 99.  | Andrew Newell             | 30     |
| 100. | Sivert Wiig               | 29     |
| 101. | Valentin Chauvin          | 29     |
| 102. | Sebastian Eisenlauer      | 26     |
| 103. | Perttu Hyvärinen          | 25     |
| 104. | Clement Arnault           | 24     |
| 105. | Ueli Schnider             | 24     |
| 106. | Russell Kennedy           | 22     |
| 107. | David Norris              | 22     |
| 108. | Thomas Bucher-Johannessen | 20     |
| 109. | Robin Duvillard           | 20     |
| 110. | Dietmar Nöckler           | 18     |
| 111. | Anssi Pentsinen           | 18     |
| 112. | Kevin Bolger              | 17     |
| 113. | Aljaksandr Woranau        | 17     |
| 114. | Johan Hoel                | 16     |
| 115. | Hiroyuki Miyazawa         | 16     |
| 116. | Thomas Wick               | 14     |
| 117. | Jason Rüesch              | 14     |
| 118. | Stefan Zelger             | 13     |
| 119. | Scott Patterson           | 12     |
| 120. | Matti Heikkinen           | 12     |
| 121. | Snorri Einarsson          | 12     |
| 122. | Enrico Nizzi              | 11     |
| 123. | Ari Luusua                | 10     |
| 124. | Logan Hanneman            | 10     |
| 125. | Marko Kilp                | 9      |
| 126. | Gustaf Berglund           | 9      |
| 127. | Thomas Maloney Westgård   | 9      |
| 128. | Joachim Aurland           | 9      |
| 129. | Anton Persson             | 7      |
| 130. | Hugo Jacobsson            | 7      |
| 131. | Jan Pechoušek             | 6      |
| 132. | Kyle Bratrud              | 5      |
| 133. | Witali Puchkalo           | 5      |
| 134. | Axel Ekström              | 4      |
| 135. | Gustav Eriksson           | 4      |
| 136. | Martti Jylhä              | 4      |
| 137. | Gustav Nordström          | 3      |
| 138. | Antti Ojansivu            | 3      |
| 139. | Olof Jonsson              | 3      |
| 140. | Stefano Gardener          | 2      |
| 141. | Janez Lampič              | 2      |
| 142. | Lari Lehtonen             | 1      |
| 143. | Lauri Lepistö             | 1      |
| 144. | Turo Sipilä               | 1      |
| 145. | Harald Østberg Amundsen   | 1      |

| Rang | Name                   | Punkte |
| ---- | ---------------------- | ------ |
| 1.   | Alexander Bolschunow   | 864    |
| 2.   | Sjur Røthe             | 558    |
| 3.   | Martin Johnsrud Sundby | 513    |
| 4.   | Simen Hegstad Krüger   | 495    |
| 5.   | Didrik Tønseth         | 484    |
| 6.   | Francesco De Fabiani   | 371    |
| 7.   | Andrei Larkow          | 365    |
| 8.   | Andrei Melnitschenko   | 331    |
| 9.   | Johannes Høsflot Klæbo | 327    |
| 10.  | Emil Iversen           | 316    |

| Rang | Name                   | Punkte |
| ---- | ---------------------- | ------ |
| 1.   | Johannes Høsflot Klæbo | 754    |
| 2.   | Federico Pellegrino    | 555    |
| 3.   | Eirik Brandsdal        | 471    |
| 4.   | Sindre Bjørnestad Skar | 444    |
| 5.   | Alexander Bolschunow   | 363    |
| 6.   | Lucas Chanavat         | 352    |
| 7.   | Gleb Retiwych          | 329    |
| 8.   | Emil Iversen           | 299    |
| 9.   | Richard Jouve          | 284    |
| 10.  | Sondre Turvoll Fossli  | 204    |

| Rang | Name                    | Punkte |
| ---- | ----------------------- | ------ |
| 1.   | Johannes Høsflot Klæbo  | 1717   |
| 2.   | Alexander Bolschunow    | 1617   |
| 3.   | Denis Spizow            | 428    |
| 4.   | Viktor Thorn            | 428    |
| 5.   | Jules Lapierre          | 198    |
| 6.   | Erik Valnes             | 177    |
| 7.   | Andrei Sobakarew        | 122    |
| 8.   | Irineu Esteve Altimiras | 108    |
| 9.   | Iwan Jakimuschkin       | 103    |
| 10.  | Janosch Brugger         | 93     |

## Frauen

### Podestplätze Frauen
| Datum                                                                          | Austragungsort               | Disziplin                    | Sieger                                                                                  | Zweiter                                                                        | Dritter                                                                            | Gelbes Trikot            |
| ------------------------------------------------------------------------------ | ---------------------------- | ---------------------------- | --------------------------------------------------------------------------------------- | ------------------------------------------------------------------------------ | ---------------------------------------------------------------------------------- | ------------------------ |
| 24.11.2018                                                                     | Ruka                         | Sprint klassisch             | Julija Belorukowa                                                                       | Maja Dahlqvist                                                                 | Ida Ingemarsdotter                                                                 | Julija Belorukowa        |
| 25.11.2018                                                                     | Ruka                         | 10 km klassisch              | Therese Johaug                                                                          | Charlotte Kalla                                                                | Ebba Andersson                                                                     | Julija Belorukowa        |
| Nordic Opening                                                                 |                              |                              |                                                                                         |                                                                                |                                                                                    | Julija Belorukowa        |
| 30.11.2018                                                                     | Lillehammer                  | Sprint Freistil              | Jonna Sundling                                                                          | Stina Nilsson                                                                  | Sadie Bjornsen                                                                     | Julija Belorukowa        |
| 01.12.2018                                                                     | Lillehammer                  | 10 km Freistil               | Therese Johaug                                                                          | Ebba Andersson                                                                 | Charlotte Kalla                                                                    | Julija Belorukowa        |
| 02.12.2018                                                                     | Lillehammer                  | 10 km Verfolgung klassisch   | Therese Johaug                                                                          | Ingvild Flugstad Østberg                                                       | Ebba Andersson                                                                     | Therese Johaug           |
| Nordic-Opening-Gesamtwertung                                                   | Nordic-Opening-Gesamtwertung | Nordic-Opening-Gesamtwertung | Therese Johaug                                                                          | Ebba Andersson                                                                 | Ingvild Flugstad Østberg                                                           | Therese Johaug           |
| 08.12.2018                                                                     | Beitostølen                  | 15 km Freistil               | Therese Johaug                                                                          | Charlotte Kalla                                                                | Ingvild Flugstad Østberg                                                           | Therese Johaug           |
| 09.12.2018                                                                     | Beitostølen                  | 4 × 5 km Staffel             | Norwegen IHeidi Weng Therese Johaug Ragnhild Haga Ingvild Flugstad Østberg              | Russland IILidija Durkina Anna Scherebjatjewa Marija Istomina Jelena Soboljowa | Finnland IJohanna Matintalo Krista Pärmäkoski Riitta-Liisa Roponen Eveliina Piippo | Therese Johaug           |
| 15.12.2018                                                                     | Davos                        | Sprint Freistil              | Stina Nilsson                                                                           | Sophie Caldwell                                                                | Maja Dahlqvist                                                                     | Therese Johaug           |
| 16.12.2018                                                                     | Davos                        | 10 km Freistil               | Therese Johaug                                                                          | Ingvild Flugstad Østberg                                                       | Krista Pärmäkoski                                                                  | Therese Johaug           |
| 13. Tour de Ski                                                                |                              |                              |                                                                                         |                                                                                |                                                                                    | Therese Johaug           |
| 29.12.2018                                                                     | Toblach                      | Sprint Freistil              | Stina Nilsson                                                                           | Ida Ingemarsdotter                                                             | Jessie Diggins                                                                     | Therese Johaug           |
| 30.12.2018                                                                     | Toblach                      | 10 km Freistil               | Natalja Neprjajewa                                                                      | Ingvild Flugstad Østberg                                                       | Anastassija Sedowa                                                                 | Therese Johaug           |
| 01.01.2019                                                                     | Val Müstair                  | Sprint Freistil              | Stina Nilsson                                                                           | Sophie Caldwell                                                                | Jessie Diggins                                                                     | Therese Johaug           |
| 02.01.2019                                                                     | Oberstdorf                   | 10 km klassisch Massenstart  | Ingvild Flugstad Østberg                                                                | Natalja Neprjajewa                                                             | Anastassija Sedowa                                                                 | Ingvild Flugstad Østberg |
| 03.01.2019                                                                     | Oberstdorf                   | 10 km Verfolgung Freistil    | Ingvild Flugstad Østberg                                                                | Natalja Neprjajewa                                                             | Jessie Diggins                                                                     | Ingvild Flugstad Østberg |
| 05.01.2019                                                                     | Val di Fiemme                | 10 km klassisch Massenstart  | Ingvild Flugstad Østberg                                                                | Natalja Neprjajewa                                                             | Anastassija Sedowa                                                                 | Ingvild Flugstad Østberg |
| 06.01.2019                                                                     | Val di Fiemme                | 9 km Verfolgung Freistil     | Ingvild Flugstad Østberg                                                                | Krista Pärmäkoski                                                              | Anastassija Sedowa                                                                 | Ingvild Flugstad Østberg |
| Tour-de-Ski-Gesamtwertung                                                      | Tour-de-Ski-Gesamtwertung    | Tour-de-Ski-Gesamtwertung    | Ingvild Flugstad Østberg                                                                | Natalja Neprjajewa                                                             | Krista Pärmäkoski                                                                  | Ingvild Flugstad Østberg |
| 12.01.2019                                                                     | Dresden                      | Sprint Freistil              | Stina Nilsson                                                                           | Maja Dahlqvist                                                                 | Jonna Sundling                                                                     | Ingvild Flugstad Østberg |
| 13.01.2019                                                                     | Dresden                      | Teamsprint Freistil          | Schweden IStina Nilsson Maja Dahlqvist                                                  | Schweden IIIda Ingemarsdotter Jonna Sundling                                   | Norwegen IMari Eide Maiken Caspersen Falla                                         | Ingvild Flugstad Østberg |
| 19.01.2019                                                                     | Otepää                       | Sprint klassisch             | Maiken Caspersen Falla                                                                  | Natalja Neprjajewa                                                             | Maja Dahlqvist                                                                     | Ingvild Flugstad Østberg |
| 20.01.2019                                                                     | Otepää                       | 10 km klassisch              | Therese Johaug                                                                          | Ebba Andersson                                                                 | Natalja Neprjajewa                                                                 | Ingvild Flugstad Østberg |
| 26.01.2019                                                                     | Ulricehamn                   | 10 km Freistil               | Therese Johaug                                                                          | Astrid Uhrenholdt Jacobsen                                                     | Ebba Andersson                                                                     | Ingvild Flugstad Østberg |
| 27.01.2019                                                                     | Ulricehamn                   | 4 × 5 km Staffel             | Norwegen IHeidi Weng Therese Johaug Astrid Uhrenholdt Jacobsen Ingvild Flugstad Østberg | Schweden IEvelina Settlin Ebba Andersson Charlotte Kalla Jonna Sundling        | Finnland Laura Mononen Krista Pärmäkoski Riitta-Liisa Roponen Eveliina Piippo      | Ingvild Flugstad Østberg |
| 09.02.2019                                                                     | Lahti                        | Sprint Freistil              | Maiken Caspersen Falla                                                                  | Sophie Caldwell                                                                | Maja Dahlqvist                                                                     | Ingvild Flugstad Østberg |
| 10.02.2019                                                                     | Lahti                        | Teamsprint klassisch         | Schweden IIda Ingemarsdotter Maja Dahlqvist                                             | Norwegen ITiril Udnes Weng Maiken Caspersen Falla                              | Schweden IIEvelina Settlin Hanna Falk                                              | Ingvild Flugstad Østberg |
| 16.02.2019                                                                     | Cogne                        | Sprint Freistil              | Jessie Diggins                                                                          | Sandra Ringwald                                                                | Johanna Hagström                                                                   | Ingvild Flugstad Østberg |
| 17.02.2019                                                                     | Cogne                        | 10 km klassisch              | Kerttu Niskanen                                                                         | Nadine Fähndrich                                                               | Natalja Neprjajewa                                                                 | Ingvild Flugstad Østberg |
| 19. Februar bis 3. März 2019 – 52. Nordische Skiweltmeisterschaften in Seefeld |                              |                              |                                                                                         |                                                                                |                                                                                    | Ingvild Flugstad Østberg |
| 10.03.2019                                                                     | Oslo                         | 30 km klassisch Massenstart  | Therese Johaug                                                                          | Natalja Neprjajewa                                                             | Ebba Andersson                                                                     | Ingvild Flugstad Østberg |
| 12.03.2019                                                                     | Drammen                      | Sprint klassisch             | Maiken Caspersen Falla                                                                  | Astrid Uhrenholdt Jacobsen                                                     | Natalja Neprjajewa                                                                 | Ingvild Flugstad Østberg |
| 16.03.2019                                                                     | Falun                        | Sprint Freistil              | Stina Nilsson                                                                           | Maiken Caspersen Falla                                                         | Maja Dahlqvist                                                                     | Ingvild Flugstad Østberg |
| 17.03.2019                                                                     | Falun                        | 10 km Freistil               | Therese Johaug                                                                          | Ebba Andersson                                                                 | Jessie Diggins                                                                     | Ingvild Flugstad Østberg |
| Weltcup-Finale                                                                 |                              |                              |                                                                                         |                                                                                |                                                                                    | Ingvild Flugstad Østberg |
| 22.03.2019                                                                     | Québec                       | Sprint Freistil              | Stina Nilsson                                                                           | Maja Dahlqvist                                                                 | Jonna Sundling                                                                     | Ingvild Flugstad Østberg |
| 23.03.2019                                                                     | Québec                       | 10 km klassisch Massenstart  | Stina Nilsson                                                                           | Therese Johaug                                                                 | Ingvild Flugstad Østberg                                                           | Ingvild Flugstad Østberg |
| 24.03.2019                                                                     | Québec                       | 10 km Verfolgung Freistil    | Therese Johaug                                                                          | Krista Pärmäkoski                                                              | Ebba Andersson                                                                     | Ingvild Flugstad Østberg |
| Weltcup-Finale-Gesamtwertung                                                   | Weltcup-Finale-Gesamtwertung | Weltcup-Finale-Gesamtwertung | Stina Nilsson                                                                           | Therese Johaug                                                                 | Ingvild Flugstad Østberg                                                           | Ingvild Flugstad Østberg |

| Punktesystem0 | Punktesystem0  | Punktesystem0 | Punktesystem0  |
| --- | -------------- | ------------- | -------------- |
| - Bei Weltcuprennen erhalten die besten 30 Athleten Punkte, siehe dazu FIS-Punktesystem#Weltcuppunkte. |                |               |                |
| Punktevergabe bei Etappenrennen | Nordic Opening | Tour de Ski   | Weltcup-Finale |
| - Für die einzelnen Etappen werden halbe Weltcuppunkte vergeben. - In der Gesamtwertung des Nordic Openings und des Weltcup-Finales werden doppelte Weltcuppunkte vergeben. - In der Gesamtwertung der Tour de Ski werden vierfache Weltcuppunkte vergeben. |                |               |                |

### Verlauf Disziplinweltcups

#### Sprint
| Datum                                           | Ort         | Disziplin        | Rennsieger             | Rotes Trikot      |
| ----------------------------------------------- | ----------- | ---------------- | ---------------------- | ----------------- |
| 24.11.2018                                      | Ruka        | Sprint klassisch | Julija Belorukowa      | Julija Belorukowa |
| Nordic Opening                                  |             |                  |                        | Julija Belorukowa |
| 30.11.2018                                      | Lillehammer | Sprint Freistil  | Jonna Sundling         | Julija Belorukowa |
| 15.12.2018                                      | Davos       | Sprint Freistil  | Stina Nilsson          | Stina Nilsson     |
| 13. Tour de Ski                                 |             |                  |                        | Stina Nilsson     |
| 29.12.2018                                      | Toblach     | Sprint Freistil  | Stina Nilsson          | Stina Nilsson     |
| 01.01.2019                                      | Val Müstair | Sprint Freistil  | Stina Nilsson          | Stina Nilsson     |
| 12.01.2019                                      | Dresden     | Sprint Freistil  | Stina Nilsson          | Stina Nilsson     |
| 19.01.2019                                      | Otepää      | Sprint klassisch | Maiken Caspersen Falla | Stina Nilsson     |
| 09.02.2019                                      | Lahti       | Sprint Freistil  | Maiken Caspersen Falla | Stina Nilsson     |
| 16.02.2019                                      | Cogne       | Sprint Freistil  | Jessie Diggins         | Stina Nilsson     |
| 52. Nordische Skiweltmeisterschaften in Seefeld |             |                  |                        | Stina Nilsson     |
| 12.03.2019                                      | Drammen     | Sprint klassisch | Maiken Caspersen Falla | Stina Nilsson     |
| 16.03.2019                                      | Falun       | Sprint Freistil  | Stina Nilsson          | Stina Nilsson     |
| Weltcup-Finale                                  |             |                  |                        | Stina Nilsson     |
| 22.03.2019                                      | Québec      | Sprint Freistil  | Stina Nilsson          | Stina Nilsson     |

#### Distanz
| Datum                                           | Ort           | Disziplin                   | Rennsieger               | Rotes Trikot             |
| ----------------------------------------------- | ------------- | --------------------------- | ------------------------ | ------------------------ |
| 25.11.2018                                      | Ruka          | 10 km klassisch             | Therese Johaug           | Therese Johaug           |
| Nordic Opening                                  |               |                             |                          | Therese Johaug           |
| 01.12.2018                                      | Lillehammer   | 10 km Freistil              | Therese Johaug           | Therese Johaug           |
| 02.12.2018                                      | Lillehammer   | 10 km Verfolgung klassisch  | Therese Johaug           | Therese Johaug           |
| 08.12.2018                                      | Beitostølen   | 15 km Freistil              | Therese Johaug           | Therese Johaug           |
| 16.12.2018                                      | Davos         | 10 km Freistil              | Therese Johaug           | Therese Johaug           |
| 13. Tour de Ski                                 |               |                             |                          | Therese Johaug           |
| 30.12.2018                                      | Toblach       | 10 km Freistil              | Natalja Neprjajewa       | Therese Johaug           |
| 02.01.2019                                      | Oberstdorf    | 10 km klassisch Massenstart | Ingvild Flugstad Østberg | Therese Johaug           |
| 03.01.2019                                      | Oberstdorf    | 10 km Verfolgung Freistil   | Ingvild Flugstad Østberg | Ingvild Flugstad Østberg |
| 05.01.2019                                      | Val di Fiemme | 10 km klassisch Massenstart | Ingvild Flugstad Østberg | Ingvild Flugstad Østberg |
| 06.01.2019                                      | Val di Fiemme | 9 km Verfolgung Freistil    | Ingvild Flugstad Østberg | Ingvild Flugstad Østberg |
| 20.01.2019                                      | Otepää        | 10 km klassisch             | Therese Johaug           | Ingvild Flugstad Østberg |
| 26.01.2019                                      | Ulricehamn    | 10 km Freistil              | Therese Johaug           | Ingvild Flugstad Østberg |
| 17.02.2019                                      | Cogne         | 10 km klassisch             | Kerttu Niskanen          | Ingvild Flugstad Østberg |
| 52. Nordische Skiweltmeisterschaften in Seefeld |               |                             |                          | Ingvild Flugstad Østberg |
| 09.03.2019                                      | Oslo          | 30 km klassisch Massenstart | Therese Johaug           | Therese Johaug           |
| 17.03.2019                                      | Falun         | 10 km Freistil              | Therese Johaug           | Therese Johaug           |
| Weltcup-Finale                                  |               |                             |                          | Therese Johaug           |
| 23.03.2019                                      | Québec        | 10 km klassisch Massenstart | Stina Nilsson            | Therese Johaug           |
| 24.03.2019                                      | Québec        | 10 km Verfolgung Freistil   | Therese Johaug           | Therese Johaug           |

### Weltcupstände Frauen
| Rang | Name                       | Punkte |
| ---- | -------------------------- | ------ |
| 1.   | Ingvild Flugstad Østberg   | 1654   |
| 2.   | Natalja Neprjajewa         | 1431   |
| 3.   | Therese Johaug             | 1322   |
| 4.   | Krista Pärmäkoski          | 1316   |
| 5.   | Stina Nilsson              | 1072   |
| 6.   | Jessie Diggins             | 1005   |
| 7.   | Ebba Andersson             | 918    |
| 8.   | Julija Belorukowa          | 853    |
| 9.   | Maja Dahlqvist             | 672    |
| 10.  | Maiken Caspersen Falla     | 657    |
| 11.  | Charlotte Kalla            | 656    |
| 12.  | Anastassija Sedowa         | 613    |
| 13.  | Astrid Uhrenholdt Jacobsen | 609    |
| 14.  | Sadie Bjornsen             | 585    |
| 15.  | Ida Ingemarsdotter         | 579    |
| 16.  | Heidi Weng                 | 530    |
| 17.  | Jonna Sundling             | 485    |
| 18.  | Tiril Udnes Weng           | 406    |
| 19.  | Nadine Fähndrich           | 389    |
| 20.  | Sandra Ringwald            | 376    |
| 21.  | Sophie Caldwell            | 371    |
| 22.  | Teresa Stadlober           | 340    |
| 23.  | Kari Øyre Slind            | 334    |
| 24.  | Evelina Settlin            | 332    |
| 25.  | Anamarija Lampič           | 317    |
| 26.  | Masako Ishida              | 309    |
| 27.  | Ragnhild Haga              | 278    |
| 28.  | Nathalie von Siebenthal    | 271    |
| 29.  | Marija Istomina            | 268    |
| 30.  | Katharina Hennig           | 250    |
| 31.  | Laura Mononen              | 249    |
| 32.  | Katja Višnar               | 225    |
| 33.  | Anna Netschajewskaja       | 215    |
| 34.  | Alenka Čebašek             | 214    |
| 35.  | Lotta Udnes Weng           | 181    |
| 36.  | Anna Svendsen              | 179    |
| 37.  | Pia Fink                   | 178    |
| 38.  | Rosie Brennan              | 175    |
| 39.  | Lidija Durkina             | 175    |

| Rang | Name                     | Punkte |
| ---- | ------------------------ | ------ |
| 40.  | Frida Karlsson           | 169    |
| 41.  | Moa Molander Kristiansen | 167    |
| 42.  | Kerttu Niskanen          | 166    |
| 43.  | Ane Appelkvist Stenseth  | 165    |
| 44.  | Hanna Falk               | 161    |
| 45.  | Laura Gimmler            | 152    |
| 46.  | Natalja Matwejewa        | 145    |
| 47.  | Lisa Vinsa               | 138    |
| 48.  | Caterina Ganz            | 137    |
| 49.  | Anouk Faivre Picon       | 136    |
| 50.  | Mari Eide                | 131    |
| 51.  | Laurien van der Graaff   | 126    |
| 52.  | Eva Urevc                | 122    |
| 53.  | Greta Laurent            | 122    |
| 54.  | Victoria Carl            | 114    |
| 55.  | Johanna Hagström         | 107    |
| 56.  | Lucia Scardoni           | 104    |
| 57.  | Moa Lundgren             | 103    |
| 58.  | Jelena Soboljowa         | 101    |
| 59.  | Elisa Brocard            | 95     |
| 60.  | Kateřina Razýmová        | 82     |
| 61.  | Linn Sömskar             | 80     |
| 62.  | Anna Dyvik               | 78     |
| 63.  | Alissa Schambalowa       | 56     |
| 64.  | Anna Scherebjatjewa      | 56     |
| 65.  | Emily Nishikawa          | 55     |
| 66.  | Riitta-Liisa Roponen     | 54     |
| 67.  | Anne Kyllönen            | 53     |
| 68.  | Anne Kjersti Kalvå       | 52     |
| 69.  | Delphine Claudel         | 51     |
| 70.  | Johanna Matintalo        | 49     |
| 71.  | Susanna Saapunki         | 47     |
| 72.  | Kristine Stavås Skistad  | 46     |
| 73.  | Julia Kern               | 43     |
| 74.  | Jewgenija Schapowalowa   | 42     |
| 75.  | Vesna Fabjan             | 39     |
| 76.  | Ida Sargent              | 38     |
| 77.  | Silje Øyre Slind         | 35     |
| 78.  | Eveliina Piippo          | 33     |

| Rang | Name                   | Punkte |
| ---- | ---------------------- | ------ |
| 79.  | Mia Eriksson           | 33     |
| 80.  | Anna Comarella         | 26     |
| 81.  | Marte Mæhlum Johansen  | 26     |
| 82.  | Julia Belger           | 24     |
| 83.  | Sara Pellegrini        | 23     |
| 84.  | Dahria Beatty          | 22     |
| 85.  | Tatjana Aljoschina     | 21     |
| 86.  | Sandra Schützová       | 21     |
| 87.  | Andrea Julin           | 20     |
| 88.  | Sofie Krehl            | 16     |
| 89.  | Katri Lylynpera        | 13     |
| 90.  | Hedda Østberg Amundsen | 13     |
| 91.  | Nadine Herrmann        | 13     |
| 92.  | Kathrine Harsem        | 13     |
| 93.  | Kelsey Phinney         | 12     |
| 94.  | Ilaria Debertolis      | 12     |
| 95.  | Monika Skinder         | 11     |
| 96.  | Marte Skaanes          | 11     |
| 97.  | Emma Ribom             | 11     |
| 98.  | Maria Nordström        | 10     |
| 99.  | Linn Svahn             | 10     |
| 100. | Elisabeth Schicho      | 9      |
| 101. | Anita Korva            | 9      |
| 102. | Caitlin Patterson      | 9      |
| 103. | Vilma Nissinen         | 8      |
| 104. | Anne Winkler           | 8      |
| 105. | Petra Nováková         | 7      |
| 106. | Aida Bajasitowa        | 7      |
| 107. | Walerija Tjulenewa     | 7      |
| 108. | Antonia Fräbel         | 6      |
| 109. | Anna Schewtschenko     | 6      |
| 110. | Magni Smedås           | 6      |
| 111. | Elina Rönnlund         | 6      |
| 112. | Tereza Beranová        | 5      |
| 113. | Laura Chamiot Maitral  | 4      |
| 114. | Nastassja Kirylawa     | 3      |
| 115. | Kateřina Janatová      | 2      |
| 116. | Jessica Yeaton         | 1      |
| 117. | Jennie Öberg           | 1      |

| Rang | Name                       | Punkte |
| ---- | -------------------------- | ------ |
| 1.   | Therese Johaug             | 956    |
| 2.   | Ingvild Flugstad Østberg   | 817    |
| 3.   | Natalja Neprjajewa         | 692    |
| 4.   | Krista Pärmäkoski          | 687    |
| 5.   | Ebba Andersson             | 646    |
| 6.   | Jessie Diggins             | 468    |
| 7.   | Charlotte Kalla            | 454    |
| 8.   | Julija Belorukowa          | 385    |
| 9.   | Anastassija Sedowa         | 377    |
| 10.  | Astrid Uhrenholdt Jacobsen | 352    |

| Rang | Name                   | Punkte |
| ---- | ---------------------- | ------ |
| 1.   | Stina Nilsson          | 626    |
| 2.   | Maiken Caspersen Falla | 583    |
| 3.   | Maja Dahlqvist         | 482    |
| 4.   | Sophie Caldwell        | 371    |
| 5.   | Natalja Neprjajewa     | 311    |
| 6.   | Ida Ingemarsdotter     | 306    |
| 7.   | Jessie Diggins         | 301    |
| 8.   | Sadie Bjornsen         | 263    |
| 9.   | Jonna Sundling         | 260    |
| 10.  | Nadine Fähndrich       | 245    |

| Rang | Name                | Punkte |
| ---- | ------------------- | ------ |
| 1.   | Ebba Andersson      | 918    |
| 2.   | Tiril Udnes Weng    | 406    |
| 3.   | Marija Istomina     | 268    |
| 4.   | Katharina Hennig    | 250    |
| 5.   | Lotta Udnes Weng    | 181    |
| 6.   | Lidija Durkina      | 175    |
| 7.   | Frida Karlsson      | 169    |
| 8.   | Johanna Hagström    | 107    |
| 9.   | Moa Lundgren        | 103    |
| 10.  | Anna Scherebjatjewa | 56     |